# Турецко-финляндские отношения
Финляндско-турецкие отношения (фин. Suomen ja Turkin suhteet, тур. Finlandiya-Türkiye ilişkileri) — двусторонние дипломатические отношения между Финляндией и Турцией. Обе страны являются полноправными членами Совета Европы и НАТО. Финляндия поддерживает вступление Турции в Европейский Союз.

## История
21 февраля 1918 года Турция признала независимость Финляндии, а дипломатические отношения между странами были установлены 20 мая 1920 года.
Финляндия имеет посольство в Анкаре, почётное генеральное консульство в Стамбуле, а также ряд почётных консульств в Белеке, Бодруме и Измире. У Турции имеется посольство в Хельсинки.
Люди с двойным гражданством Турции и Финляндии в ряде случаев имеют проблемы на территории Турции.
Великое национальное собрание Турции одобрило вступление Финляндии в НАТО 30 марта 2023 года. 31 марта президент Реджеп Тайип Эрдоган подписал указ президента о вступлении Финляндии в НАТО и утвердил соответствующий протокол. Закон об утверждении ратификации Протокола о присоединении Финляндской Республики к Североатлантическому договору (НАТО) вступил в силу после публикации в «Официального вестника» 1 апреля.

## Торговые отношения
Турция является одним из крупнейших импортеров продукции финской военной промышленности. Доля Турции в финском экспорте оружия в 2017—2018 год составляла 13,2 %, в то время как в 2014 году этот показатель равнялся 3,3 % (с 2014 по 2018 год продажи увеличились с 7,4 млн до 17 млн евро).
Активно развивается туристический бизнес — большинство финнов отдыхает в Анталии и Алании.